# Christian Belz
Pour les articles homonymes, voir Belz.
Christian Belz, né le 11 septembre 1974 à Berne, est un athlète suisse spécialiste des courses de fond.
Il établit un nouveau record national du 10 000 m lors Championnats du monde 2005 d'Helsinki avec le temps de 27 min 53 s 16, se classant 14e de la finale. Vainqueur sur 3 000 m des Championnats de Suisse en salle en début de saison 2006, Christian Belz termine au pied du podium du 10 000 m des Championnats d'Europe de Göteborg.
En 2010, le Suisse se classe sixième des Championnats d'Europe de Barcelone. Il décide de mettre un terme à sa carrière sportive à l'issue de la saison 2010.
Il détient les records de Suisse du 10 000 m (27 min 53 s 16) et du 3 000 m steeple (8 min 22 s 24).